# Leyenburg
Leyenburg is een wijk in Den Haag. In deze wijk is ook het HagaZiekenhuis, locatie Leyweg gevestigd.
Leyenburg ligt in het zuidwesten van Den Haag en ligt in het stadsdeel Escamp. De wijk wordt begrensd door de Vreeswijkstraat (naast het Zuiderpark), de Zuidwoldestraat, Dedemsvaartweg, Escamplaan en de Leyweg, de Loosduinsekade (Loosduinsevaart) en de Soestdijksekade (Laakkanaal). De wijk grenst aan de wijken Zuiderpark, Morgenstond, Loosduinen, Vruchtenbuurt en Rustenburg en Oostbroek.
Leyenburg heeft veel appartementen en vrij weinig eengezinswoningen. De bevolking is mede hierdoor ook meer vergrijsd dan in de rest van Den Haag. Leyenburg is een rustige wijk met een stabiele bevolking, hetgeen ook zorgt voor een goede sociale samenhang in de wijk.
Leyenburg is genoemd naar de buitenplaats Leyenburg die in 1985 is afgebroken.

## Geschiedenis
De wijk Leyenburg is aangelegd op het gebied van de voormalige gemeente Loosduinen. In 1916 werd aan de westgrens van de wijk, de uit de middeleeuwen daterende Leyweg, een kleine marechausseekazerne gebouwd. Deze is in oorspronkelijke staat bewaard gebleven, met erachter nog de stallen voor de politiepaarden. In 2009 is de kazerne een gemeentelijk monument geworden.
In 1923 werd Loosduinen door Den Haag geannexeerd. Na de annexatie werd het Laakkanaal gegraven als waterverbinding tussen de Laakhaven en de Loosduinsevaart. Dit verbindingskanaal vormt de noordelijke grens van de wijk.
In 1930 werd een uitbreidingsplan van de dienst Stadsontwikkeling en Volkshuisvesting van de gemeente Den Haag vastgesteld, waarna de bouw van Leyenburg begon. Door een gebrek aan bouwmaterialen stokte de bouw in 1942, maar toen was het grootste deel van de wijk al gerealiseerd. In de jaren vijftig is het uitbreidingsplan van 1930 verder gerealiseerd.
In de jaren zestig is er hoogbouw neergezet in het gebied rond de Volendamlaan. Omdat de grondprijzen van het gebied door speculatie fors waren gestegen was het noodzakelijk hier in een hoge dichtheid te bouwen.
In 1971 was het Leyenburg Ziekenhuis gereed. Het ziekenhuiscomplex bestaat uit een hoog gebouw (58 meter hoog) en enkele lagere, gevestigd op een rechthoekig terrein. Sinds 2004 maakt het deel uit van de HagaZiekenhuizen.
Het laatste deel van de wijk is het Florence Nightingalepark, een villawijkje dat begin jaren negentig van de vorige eeuw is gebouwd door architect Hans Hagenbeek. Het is gebouwd rondom een cirkelvormige waterpartij naast het ziekenhuisterrein.

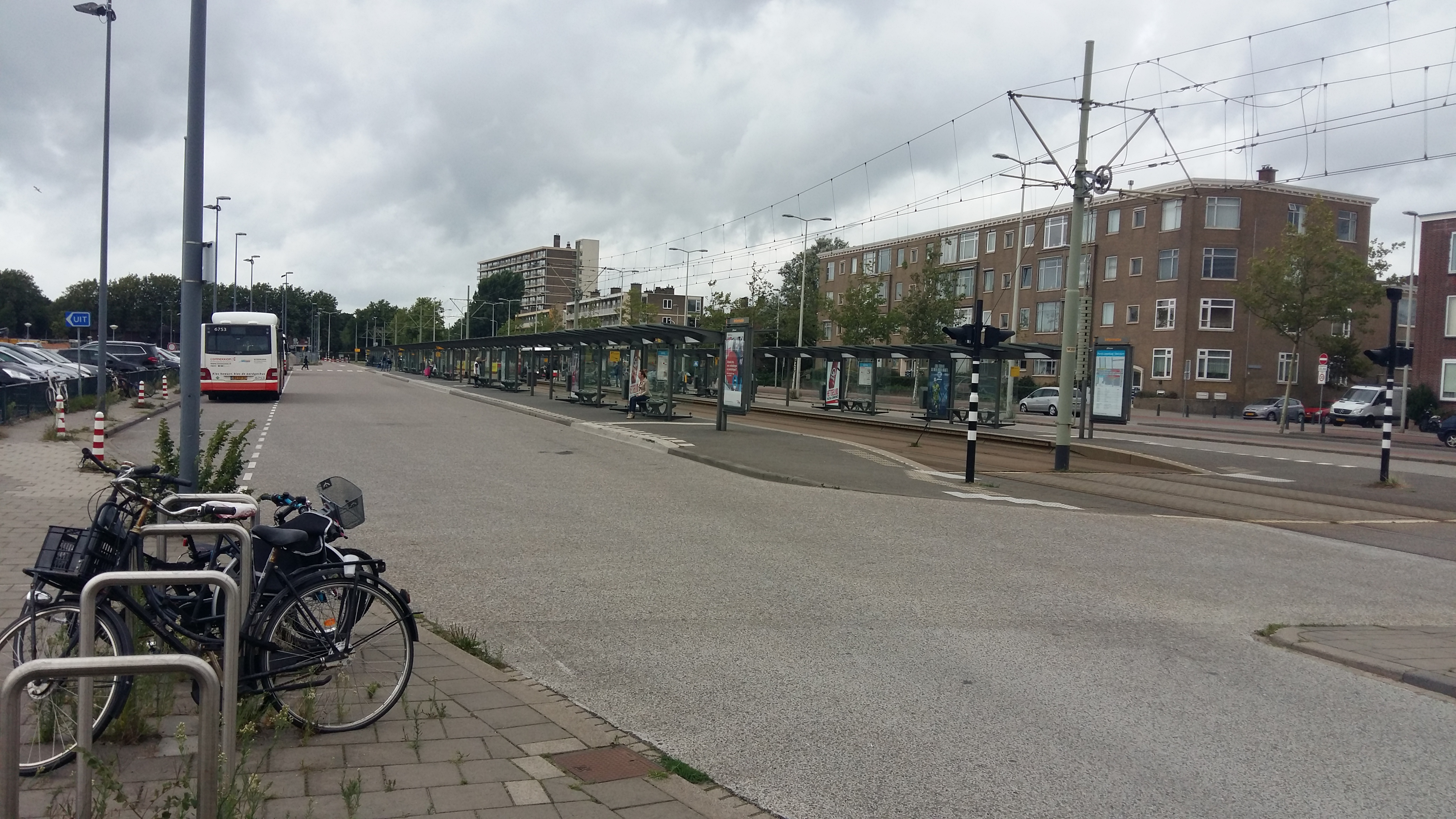
OV-knooppunt in de wijk

## Zuiderpark-HBS
Na de oorlog groeide de behoefte aan openbare middelbare scholen in Den Haag, vooral in de nieuwe wijken. Op 6 september 1949 werd er een dependance van het Grotius Lyceum uit de Vlierboomstraat geopend aan de Woudenbergstraat 2, waar tijdens de oorlog Finse houten ziekenbarakken waren gebouwd. De school had bij de opening 39 leerlingen en gebruikte twee lokalen. In 1951 moest de tijdelijke school met inmiddels 90 leerlingen verhuizen naar een schoolgebouw in de Spionkopstraat want de Finse barakken werden ter beschikking gesteld aan een lagere school. Het leerlingenaantal groeide in 1952 naar 121 en er waren zes klassen. De gemeente besloot een schoolgebouw te bouwen aan de Zuidlarenstraat, waarmee de school verhuisde naar Morgenstond. Het ontwerp was van Sjoerd Schamhart, de school werd in 1957 geopend.

## Bergman
De in de wijk woonachtige dichter Bergman (pseudoniem van Aart Kok) publiceerde in 1985 een dichtbundel over zijn buurt onder de titel Leyenburg (Amsterdam, De Beuk), waarin de benauwende gelijkvormigheid van de hoge flatgebouwen het moet ontgelden. Het Castricumplein, de Heiloostraat en de Medemblikstraat worden er in genoemd.

## Openbaar vervoer
De WSM-stoomtram Den Haag–Loosduinen was in 1882 de eerste die dit gebied aandeed, langs de Loosduinsevaart. Deze werd in 1932 teruggetrokken tot Loosduinen. Pas in 1956 kwam er weer een tramlijn. Dit was lijn 6, via de Escamplaan. Lijn 6 had diverse eindpunten in de wijk, en sinds 2007 is dat bij het ziekenhuis. In 1983 keerde de tram terug langs de Loosduinsevaart, nu als lijn 2. In 2007 kwam RandstadRail 4 erbij op dezelfde route door de wijk als lijn 6, alleen rijdt lijn 4 verder door.